# 美國團結黨
美國團結黨（英語：American Solidarity Party，缩写为ASP）是美國的一个基督教民主主義政党，格言為「共同善性，共同立場，共同常識」（"Common Good, Common Ground, Common Sense"）。黨內傾向社會保守主義及經濟分配主義，於墮胎、死刑和安樂死堅持生命自主的社會保守立場 ；以及反對同性婚姻和反色情。

## 外部連結
- 官方网站